# Leptogryllus ookala
Leptogryllus ookala är en insektsart som beskrevs av Otte, D. 1994. Leptogryllus ookala ingår i släktet Leptogryllus och familjen syrsor. Inga underarter finns listade i Catalogue of Life.